# Thecla akio
Thecla akio är en fjärilsart som beskrevs av Teiso Esaki 1934. Thecla akio ingår i släktet Thecla och familjen juvelvingar. Inga underarter finns listade i Catalogue of Life.